# Anisarchus macrops
Anisarchus macrops är en fiskart som först beskrevs av Kiyomatsu Matsubara och Akira Ochiai 1952.  Anisarchus macrops ingår i släktet Anisarchus och familjen taggryggade fiskar. Inga underarter finns listade i Catalogue of Life.